# Daysi Ivette Torres Bosques
Daysi Ivette Torres Bosques (* 11. März 1956) ist eine nicaraguanische Politikerin und Bürgermeisterin von Managua.

## Leben
Sie besuchte die Grundschule Escuela Modesto Barrios und machte ihr Abitur am Instituto Maestro Gabriel. 1984 schloss sie auf der Universidad Centroamericana ihr Studium des Journalismus als Licenciada ab. 1986 arbeitete sie als Redakteurin für das Radioprogramm Puño en Alto von Radio Nicaragua und in der Presseabteilung der FSLN-Regierung sowie 1993 beim Radio Nachrichtenprogramm Primera Hora von Radio Rica und der Revista Municipios
des Instituto Nicaragüense de Fomento Municipal (INIFOM). 1996 war sie als Journalistin für das Nachrichtenmagazin Noticiero Acción von Canal 4 und 1997 für Extravisión tätig. Torres war sechs Monate beim Fernsehmagazin Televisión Visión Policial, anschließende in der Politikredaktion von Multinoticias.
Am INCAE (Harvard School of Business in Nicaragua) absolvierte sie ein Aufbaustudium über Ökonomie und Fotografie und studierte in Kuba politische Argumentation sowie am Instituto Nacional Tecnológico (INATEC) Informatik. 2000 nahm sie an Seminaren über Gesundheitswesen, Bibliothekswesen und Rundfunk teil.
Im Kommunalwahlkampf 2008 von Alexis Argüello war Daysi Torres als stellvertretende Bürgermeisterin angekündigt. Nachdem der Oberste Wahlrat Argüello als gewählten Bürgermeister ermittelt hatte, wurde Daysi Torres seine Stellvertreterin.
Daysi Torres ist mit Danilo Mendieta verheiratet und hat fünf Kinder.

## Stellvertretende Bürgermeisterin
Im Dezember 2002 verurteilte der Richter Vida Benavente, 38 Produzenten und Anwender des Wurmgiftes Nemagon, wie Dow Chemical, Shell Oil Company und Standard Fruit Company, zur Zahlung von 489 Millionen US-Dollar an etwa 500 durch Nemagon geschädigte Bananenarbeiter. Nemagon wirkt auch auf das endokrine System von Menschen und lässt diese qualvoll sterben. Am 13. Januar 2006 ermittelte Vida Benavente, ein Richter in Managua, die Shell-Nicaragua als Rechtsnachfolgerin von Shell Chemical und ordnete die Beschlagnahme von Shell-Nicaragua an, um die Entschädigungszahlungen von Shell an die Opfer von Nemagon sicherzustellen.
Bei einem Pressetermin am 28. Juni 2009 nahm Daysi Torres vom Generaldirektor von Shell Nicaragua, Mauricio Aranda, 100 leere, mit dem Wort BASURERO beschriftete Ölfässer, als Mülleimer für die Gemeindeverwaltung von Managua entgegen. Dieser Beitrag der Shell-Nicaragua zur Gesundheitsvorsorge in Managua wurde in einem Zeitungsartikeln gewürdigt.

## Bürgermeisterin
Argüello nahm sich am 1. Juli 2009 das Leben und Daysi Torres wurde am 7. Juli 2009 zur Bürgermeisterin vereidigt. Sie ist wie ihre Stellvertreterin Reina Rueda Alvarado, Mitglied der FSLN.